# Gunungsari (Wonosegoro)
Gunungsari is een bestuurslaag in het regentschap Boyolali van de provincie Midden-Java, Indonesië. Gunungsari telt 2768 inwoners (volkstelling 2010).